# Tapisserie de Baldishol
La tapisserie de Baldishol est une tapisserie de haute-lisse conservée au musée des arts décoratifs et du design d’Oslo. Datée de la fin du XIIe siècle ou du début XIIIe siècle, elle fut découverte en 1879 sous un plancher, lors de la démolition de l'église Baldishol située à Nes (comté de Hedmark) en Norvège. Si l’œuvre originelle devait représenter les douze mois de l’année, le fragment conservé représente les mois d’avril et de mai sous une forme personnifiée. 
Le mois d’avril est représenté comme un homme, à côté d’un arbre sur lequel sont perchés trois oiseaux. Le mois de mai est quant à lui personnifié par un cavalier en armure armé d’une lance et chevauchant un destrier.
L’œuvre, qui n’est pas toujours considérée comme norvégienne, est parfois comparée à la Tapisserie de Bayeux à cause d’une influence française. Cependant, contrairement à cette dernière, elle est d’une grande richesse de coloris et combine le style roman à des traits caractéristiques de l’art viking. C’est l’un des rares témoignages de la tapisserie de cette époque.

## Philatélie
La Norvège a émis des timbres à l’effigie de la Tapisserie de Baldishol en 1976.